# Mirko Bašić
Mirko Bašić (nascut el 14 de setembre de 1960 a Bosilegrad, Sèrbia) és un exjugador d'handbol iugoslau (croata), que va participar en els Jocs Olímpics d'Estiu de 1984 i en els Jocs Olímpics d'Estiu de 1988.
A Los Angeles 1984 fou membre de l'equip iugoslau que va guanyar la medalla d'or. Hi va jugar tots sis partits com a porter.
Quatre anys després, formà part de l'equip iugoslau que va guanyar la medalla de bronze a l'olimpíada de Seul 1988. Hi va jugar cinc partits com a porter.
El 1985 i el 1986 guanyà la Copa d'Europa de clubs amb l'RK Metaloplastika, equip amb el qual va guanyar també 6 lligues iugoslaves.
Va jugar amb el Vénissieux a França i també pel RK Partizan Bjelovar, RK Medveščak, RK Zagreb i al RK Krško eslovè.